# Mikhail Torrance
Mikhail Torrance (Eight Mile, 30 settembre 1988) è un ex cestista statunitense.